# 興平市
興平市（こうへい-し）は中華人民共和国陝西省咸陽市に位置する県級市。

## 地理
興平市は関中平原の中部に位置し、西安市街区から40キロメートル、咸陽市街区から20キロメートルの距離にある。南に渭水をはさんで西安市鄠邑区・周至県があり、東に咸陽市秦都区と接している。

## 歴史
興平の歴史は古く周代には国都が設置された記録がのこっている。前908年、鎬京から犬丘（市内南佐村）に遷都されている。また秦末には項羽が関中を三分した際、章邯を雍王として廃丘（市内南佐村）に封じられている。
前204年、漢朝はこの地に槐里県を設置された。前73年（本始元年）、漢朝は茂陵県を設置された。220年（黄初元年）、三国時代の魏は始平県を設置、茂陵県が始平県に編入された。557年（明帝元年）、北周は槐里県が始平県に編入された。
708年（景龍2年）、唐朝は始平県を金城県と、757年（至徳2載）には興平県と改称された。
興平市域に含まれている馬嵬 (zh:马嵬街道) は、安史の乱の際に際して、756年に楊貴妃やその親族の楊国忠らが殺害された事件（馬嵬駅の悲劇）が発生した場所であり、楊貴妃の墓がある。
1994年1月に県級市に昇格した。

## 行政区画
- 街道:東城街道、西城街道、店張街道、西呉街道、馬嵬街道
- 鎮:趙村鎮、桑鎮、南市鎮、荘頭鎮、南位鎮、阜寨鎮、豊儀鎮、湯坊鎮

## 観光地
- 茂陵（漢武帝陵墓）
- 楊貴妃墓
- 霍去病墓

## 出身者
- 李広
- 耿弇
- 馬援
- 班昭
- 馬超
- 馬鈞
- 蘇蕙
- 劉瑾
- 魏野疇
- 張芸洋